# Molophilus (Molophilus) rhamphus
Molophilus (Molophilus) rhamphus is een tweevleugelige uit de familie steltmuggen (Limoniidae). De soort komt voor in het Neotropisch gebied.